# Jorge Sanz
Jorge Sanz Miranda (Madrid, 26 de agosto de 1969) es un actor español.

## Biografía
Es hijo de militar (Coronel de caballería) y empresaria y tiene cuatro hermanos.
Fue elegido para el personaje de Tito en la serie Verano azul, pero sus padres le impidieron trabajar en este proyecto por la larga duración del rodaje. Varios meses después, estaba previsto que apareciera en lo que se pretendía que fuera el episodio final de la serie, pero nunca se filmó debido al mal tiempo que acortó el tiempo disponible.
Debutó a los nueve años en la película La miel (1979), de Pedro Masó. En 1982, tras aparecer en Conan el Bárbaro, protagonizó Crónica del alba. Valentina a las órdenes de Antonio Betancor. Todavía en la adolescencia, participó en películas como Mambrú se fue a la guerra, de Fernando Fernán Gómez y El año de las luces, de Fernando Trueba, donde coincidió por primera vez con Maribel Verdú, una de sus parejas artísticas más frecuentes.
Con Vicente Aranda rodó algunas de sus películas más relevantes, ya en personajes adultos, entre ellas Si te dicen que caí, Amantes y Libertarias, además de la serie de televisión Los jinetes del alba. En todas ellas compartió protagonismo con Victoria Abril.
Su trabajo en Belle Époque (1992) le dio proyección internacional. Desde entonces realizó comedias como Los peores años de nuestra vida, de Emilio Martínez Lázaro, Cha-cha-chá, de Antonio del Real y Oviedo Express, de Gonzalo Suárez.
Pedro Almodóvar decidió sustituir a Jorge Sanz por Liberto Rabal tras los ensayos previos al rodaje de Carne trémula en 1997. "Se ve que no imito bien", afirmó el actor al respecto.
Con Fernando Trueba y Penélope Cruz repitió en La niña de tus ojos (1998). Más tarde intervino, entre otras, en Tuno negro, El Lobo y Bienvenido a casa.
En 2003 debutó en el teatro con Arsénico, por favor la obra que filmó Frank Capra, en la que también debutó en la dirección escénica Gonzalo Suárez. Después protagonizó los montajes Descalzos por el parque y Amigos hasta la muerte.
También formó parte de series de televisión como Colegio Mayor (1994-1996), A las once en casa (1999) y El inquilino (2004)
En 2010 protagonizó ¿Qué fue de Jorge Sanz?, miniserie de comedia con seis capítulos producida por Canal+, creada por David Trueba y el propio Sanz, con guion y dirección del primero. En ella el actor se interpreta a sí mismo en un mal momento profesional, económico y personal, basándose parcialmente en hechos reales.
En 2021 participó como concursante en el Talent show televisivo de Antena 3 El desafío.
Candidato en seis ocasiones al Premio Goya, lo consiguió en 1989 por su papel en Si te dicen que caí, que también le hizo ganar su primer Fotogramas de Plata.
En 2021 reconoció problemas económicos y que Antonio Resines y Santiago Segura le habían mantenido varios años
En 2021 participó en el programa Ven a cenar conmigo televisivo de Tele 5 con gran aceptación de audiencia.
En 2021 fue concursante del talent show televisivo El desafío en Antena 3 junto a Agatha Ruiz de la Prada, David Bustamante o Kira Miró. En 2023 se convierte en concursante de Masterchef Celebrity 8 donde coincide con Los Morancos, Toñi Moreno o Sandra Gago, esposa de Feliciano López; también concursa en El cazador, del que resulta ganador junto a Alba Carrillo.
Fue pareja de Paloma Gómez.

#### Política
De cara a las elecciones municipales de Torrelodones en la primavera de 2015 (municipio en el que reside) firmó el documento titulado «Llamamiento de candidatura de confluencia ciudadana en Torrelodones», que pedía el voto para el partido de ámbito local Confluencia Ciudadana (es la versión de Ahora Madrid, en las elecciones municipales 2019 de Torrelodones la candidatura de confluencia ciudadana en Torrelodones se quedó sin representación).
Jorge Sanz ya es abuelo.

## Filmografía
| Año  | Título                                             |
| ---- | -------------------------------------------------- |
| 1979 | La miel                                            |
| 1980 | Los locos vecinos del segundo                      |
| 1980 | El canto de la cigarra                             |
| 1981 | Dos y dos cinco                                    |
| 1981 | Dos pillos y pico                                  |
| 1982 | Crónica del alba. Valentina                        |
| 1982 | Conan el Bárbaro                                   |
| 1982 | La leyenda del tambor                              |
| 1982 | La rebelión de los pájaros                         |
| 1983 | Mar brava                                          |
| 1983 | Vivir mañana                                       |
| 1984 | Dos mejor que uno                                  |
| 1985 | Mambrú se fue a la guerra                          |
| 1986 | El año de las luces                                |
| 1987 | Gallego                                            |
| 1988 | Series Clásicas: La forja de un rebelde            |
| 1988 | El Lute II: mañana seré libre                      |
| 1989 | Continental                                        |
| 1989 | Monte bajo                                         |
| 1989 | Si te dicen que caí                                |
| 1991 | Amantes                                            |
| 1991 | Tramontana                                         |
| 1992 | ¿Por qué lo llaman amor cuando quieren decir sexo? |
| 1992 | Belle Époque                                       |
| 1992 | Orquesta Club Virginia                             |
| 1993 | Tocando fondo                                      |
| 1993 | Los peores años de nuestra vida                    |
| 1995 | Hotel y domicilio                                  |
| 1995 | Morirás en Chafarinas                              |
| 1996 | Libertarias                                        |
| 1996 | Un gesto más                                       |
| 1997 | Manos de seda                                      |
| 1997 | ¿De qué se ríen las mujeres?                       |
| 1998 | Cha-cha-chá                                        |
| 1998 | La niña de tus ojos                                |
| 1999 | Pepe Guindo                                        |
| 1999 | En un claroscuro de la luna                        |
| 2000 | Almejas y mejillones                               |
| 2000 | Tuno negro                                         |
| 2000 | Cuba                                               |
| 2001 | Sin vergüenza                                      |
| 2001 | I Love You Baby                                    |
| 2001 | Clara y Elena                                      |
| 2002 | Cosa de brujas                                     |
| 2002 | El florido pensil                                  |
| 2002 | El oro de Moscú                                    |
| 2002 | El embrujo de Shanghai                             |
| 2003 | Torapia                                            |
| 2003 | Tiempo de tormenta                                 |
| 2003 | El tránsfuga                                       |
| 2004 | El chocolate del loro                              |
| 2004 | El Lobo                                            |
| 2005 | Sinfín                                             |
| 2005 | El sexo lo cambia todo                             |
| 2006 | Bienvenido a casa                                  |
| 2007 | Oviedo Express                                     |
| 2008 | Rivales                                            |
| 2010 | Clara no es nombre de mujer                        |
| 2012 | La Conspiración                                    |
| 2013 | Vivir es fácil con los ojos cerrados               |
| 2016 | La reina de España                                 |
| 2016 | El pregón                                          |
| 2021 | A todo tren. Destino Asturias                      |

## Series de televisión
- Verano Azul (1981) ep.20  no llegó a aparecer
- Segunda enseñanza (1986) episodio 1  Los campeones
- Pepe Carvalho (1986) episodio 1  Young Serra, peso pluma
- La forja de un rebelde (1990)
- Los jinetes del alba (1991)
- Curro Jiménez, el regreso de una leyenda (1994) como el hijo de Curro Jiménez
- Colegio Mayor (1994-1996)
- Pepa y Pepe (1995)
- A las once en casa (1999)
- Un paso adelante (2004)
- El inquilino (2004)
- Cazadores de hombres (2008) (Capítulo, Operación Nido)
- Aída (2009) (episodio No sin mi famoso, 6.ª temporada) como él mismo.
- ¿Qué fue de Jorge Sanz? (2010, 2016 y 2017)
- Hospital Central (2012)
- Olmos y Robles (2015)
- Algo que celebrar (2015)
- Amar es para siempre (2015-2016)
- El hombre de tu vida (2016)
- Águila Roja (2016)
- Derecho a soñar (2019)
- El vecino (2019)
- Serrines, madera de actor (2023)

## Obras de teatro
- Arsénico, por favor (2003). Dirigido por Gonzalo Suárez.
- Pequeños crímenes conyugales (2005). De Eric-Emmanuel Schmitt. Dirigida por Tamzin Townsend. Con Amparo Larrañaga.
- Descalzos por el parque (2007). Adaptación y dirección de Pep Antón.
- Amigos hasta la muerte (2009). Dirigido por Javier Veiga. Con Melanie Olivares y Javier Veiga.
- Crimen perfecto (2011). Dirigido por Víctor Conde.
- Orquesta Club Virginia (2012).
- Tiempo (2016).
- El Funeral (2018).

## Premios y candidaturas
Premios Goya
| Año  | Categoría                                   | Película                      | Resultado |
| ---- | ------------------------------------------- | ----------------------------- | --------- |
| 1986 | Mejor interpretación masculina protagonista | El año de las luces           | Candidato |
| 1988 | Mejor interpretación masculina de reparto   | El Lute II: mañana seré libre | Candidato |
| 1989 | Mejor interpretación masculina protagonista | Si te dicen que caí           | Ganador   |
| 1991 | Mejor interpretación masculina protagonista | Amantes                       | Candidato |
| 1992 | Mejor interpretación masculina protagonista | Belle Époque                  | Candidato |
| 1998 | Mejor interpretación masculina de reparto   | La niña de tus ojos           | Candidato |

Premios Fotogramas de Plata
| Año  | Categoría           | Película                                      | Resultado |
| ---- | ------------------- | --------------------------------------------- | --------- |
| 1986 | Mejor actor de cine | El año de las luces Mambrú se fue a la guerra | Candidato |
| 1989 | Mejor actor de cine | Si te dicen que caí                           | Ganador   |
| 1991 | Mejor actor de cine | Amantes                                       | Candidato |
| 1992 | Mejor actor de cine | Belle Époque Orquesta Club Virginia           | Ganador   |

Premios Sant Jordi
| Año  | Categoría                        | Película            | Resultado |
| ---- | -------------------------------- | ------------------- | --------- |
| 1990 | Mejor actor en película española | Si te dicen que caí | Ganador   |
| 2018 | Premio a la trayectoria          |                     | Ganador   |

Premios de la Unión de Actores
| Año  | Categoría                      | Película       | Resultado |
| ---- | ------------------------------ | -------------- | --------- |
| 2007 | Mejor actor secundario de cine | Oviedo Express | Candidato |

Otros
- Festival de Manila (1982): Águila de Oro al mejor actor por Crónica del alba. Valentina.
- Premio Revelación en el Festival Internacional de Cine de San Sebastián por Crónica del alba. Valentina.
- Festival de Cine Español de Nîmes (1990): Premio del Público al mejor actor por Si te dicen que caí.
- Premio José Sacristán (2019) en la Semana de Cine de Melilla.